# Araespor longicollis
Araespor longicollis é uma espécie de cerambicídeos da tribo Achrysonini, com distribuição em Fiji e Cuba.